# Арсе, Гаспар Нуньес де
Гаспар Нуньес де Арсе (исп. Gaspar Núñez de Arce) (4 августа, 1834, Вальядолид — 9 июня, 1903, Мадрид) — испанский поэт, драматург и политический деятель, номинант Нобелевской премии по литературе 1901, 1902 и 1903 годов.

## Биография
Родился в Вальядолиде, где получил образование священника. Однако у Гаспара не было призвания к церковной деятельности, поэтому он занялся литературой и создал пьесу под названием Amor y Orgullo, которая была поставлена в Толедо в 1849 году. К неудовольствию отца, чиновника в почтовом отделении, Гаспар Нуньес отказался поступить в семинарию и бежал в Мадрид, где он получил работу в штате либеральной газеты El Observador. Позже он основал журнал El Bachiller Honduras, в котором выступал за либеральную политику, чем привлек достаточное внимание для назначения его губернатором Логроньо, а также выдвижение в депутаты Вальядолида в 1865 году.
Он был заключен в тюрьму за нападения на представителей реакционного министерства и написал «Манифест к нации», опубликованный Временным правительством 26 октября 1868 года. В течение следующих нескольких лет он практически отошел от политической жизни, позже примкнул к партии Сагаста. Там он служил министром по делам колоний, министром внутренних дел, министром образования и казначеем, но плохое здоровье вынудило его уйти в отставку 27 июля 1890 года. В дальнейшем он отказался вступить в должность снова. Он был принят в испанскую академию 8 января 1874 года и был назначен пожизненным сенатором в 1886 году. Он умер в Мадриде в феврале 1903 года.

## Творчество

### Театр
1. El haz de leña (1872)
2. Deudas de la honra (1863)
3. Quien debe paga (1867)
4. Justicia providencial (1872)

### Повести
1. Recuerdos de la campaña de África (1860)

### Повествовательная поэзия
1. Raimundo Lulio (1875)
2. La selva oscura (1879)
3. La última lamentación de Lord Byron (1879)
4. Un idilio (1879)
5. El vértigo (1879)
6. La visión de fray Martín (1880)
7. La pesca (1884)
8. Maruja (1886)

### Лирическая поэзия
1. Gritos de combate (1875)
2. Versos perdidos
3. Poemas cortos